# Siems (Gardelegen)
Siems ist ein Ortsteil der Ortschaft Sichau der Hansestadt Gardelegen im Altmarkkreis Salzwedel in Sachsen-Anhalt, Deutschland.

## Geografie
Das Dorf Siems liegt gut zwei Kilometer südwestlich von Sichau und knapp zwei Kilometer nördlich von Mieste im Westen Gardelegens in der Altmark am Graben Siems der im Osten des Dorfes mit der Tarnefitzer Elbe zusammen die Sichauer Beeke bildet.

## Geschichte

### Mittelalter bis Neuzeit
Im Jahre 1472 wird Siems erstmals erwähnt als dat wüste dorp Zimiz. Weitere Nennungen sind 1540 Simitz, 1598 das wüste dorff Simitz. 1693 haben die von Alvensleben Siemsen oder Sieniz als Lehen vom Stift Königslutter. Später war der Ort wieder wüst.
Im Jahre 1827 wurde ein Vorwerk mit Wohnung des Verwalters, Tagelöhnerwohnungen, Wirtschaftsgebäuden und Schäferei errichtet. 1840 gehört das Vorwerk zu Weteritz. Ab 1871 wird es in amtlichen Verzeichnissen als dem Gutsbezirk Isenschnibbe zugehörig aufgeführt.
Die alte Dorfstelle liegt 300 Meter südöstlich des neu angelegten Vorwerks.
Mit der Auflösung des Gutsbezirks Isenschnibbe im Frühjahr des Jahres 1900 wurde ein eigenständiger Gutsbezirk Siems errichtet. Am 30. September 1928 wurde dieser Gutsbezirk in eine Landgemeinde umgewandelt.

### Landwirtschaft
Bei der Bodenreform wurden 1945 erfasst: Eine Besitzung über 100 Hektar mit 228 Hektar, 15 Besitzungen unter 100 Hektar haben zusammen 58 Hektar. Davon wurden 228 Hektar, die dem ehemaligen Reichstagsabgeordneten Hermann Westermann gehörten, enteignet und 65,3 Hektar aufgeteilt. 18,3 Hektar gingen an vier landarme Bauern mit Besitz unter fünf Hektar, 36 Hektar an vier Landarbeiter und 11 Hektar an einen Umsiedler. Im Jahre 1986 wird eine Landwirtschaftliche Produktionsgenossenschaft „Gustav Flemming“ mit einem Betriebsteil Sichau und Kuhstallanlage Siems genannt.

### Eingemeindungen
Bis 1807 gehörte der Ort zum Salzwedelischen Kreis, von 1807 bis 1813 zum Kanton Mieste, ab 1816 zum Kreis Gardelegen dem späteren Landkreis Gardelegen.
Am 20. Juli 1950 wurde die Gemeinde Siems nach Sichau im gleichen Landkreis eingemeindet.
Mit der Eingemeindung von Sichau in die Hansestadt Gardelegen per Landesgesetz am 1. Januar 2011 kam der Ortsteil Siems zur neu entstandenen Ortschaft Sichau und zur Stadt Gardelegen.

### Einwohnerentwicklung
| Jahr | Einwohner |
| ---- | --------- |
| 1840 | 36        |
| 1871 | 60        |
| 1885 | 45        |
| 1892 | [00]54    |
| 1895 | 72        |
| 1900 | [00]95    |

| Jahr | Einwohner |
| ---- | --------- |
| 1905 | 096       |
| 1910 | [00]086   |
| 1925 | 094       |
| 1939 | 083       |
| 1946 | 223       |
| 2012 | [00]077   |

| Jahr | Einwohner |
| ---- | --------- |
| 2016 | [00]85    |
| 2021 | [0]83     |
| 2022 | [0]86     |

Quelle, wenn nicht angegeben, bis 1946:

## Religion
Die evangelischen Christen aus Siems gehörten früher zur Kirchengemeinde Wernitz und damit zur Pfarrei Weteritz. Sie werden heute betreut vom Pfarrbereich Mieste im Kirchenkreis Salzwedel im Propstsprengel Stendal-Magdeburg der Evangelischen Kirche in Mitteldeutschland.

## Soziales
Überregionale Bedeutung hat das ehemalige Herrenhaus (Gutshaus) in Siems, das nach 1945 unter anderem als Kinderheim diente und heute von einem caritativen Suchthilfeverein des katholischen Bistums Magdeburg als Wohnheim für Menschen mit Suchtproblemen genutzt wird.